# Gran Fondo 1913 (ciclismo)
La Gran Fondo-La Seicento 1913, sesta edizione della corsa, si svolse fra il 7 e l'8 settembre 1913 su un percorso di 610 km. La vittoria fu appannaggio dell'italiano Costante Girardengo, che completò il percorso in 22h40'50", il quale precedette i connazionali Ezio Corlaita e Luigi Ganna.

## Ordine d'arrivo (Top 10)
| Pos. | Corridore           | Squadra        | Tempo     |
| ---- | ------------------- | -------------- | --------- |
| 1    | Costante Girardengo | Maino          | 22h40'50" |
| 2    | Ezio Corlaita       | Stucchi        | s.t.      |
| 3    | Luigi Ganna         | Ganna          | s.t.      |
| 4    | Luigi Lucotti       | Maino          | s.t.      |
| 5    | Leopoldo Torricelli | Maino          | s.t.      |
| 6    | Carlo Galetti       | Legnano        | s.t.      |
| 7    | Angelo Gremo        | Peugeot-Wolber | s.t.      |
| 8    | Giovanni Cervi      | Gerbi          | s.t.      |
| 9    | Eberardo Pavesi     | Legnano        | s.t.      |
| 10   | Clemente Canepari   | Legnano        | a 20'30"  |